# Rengonaukko
Rengonaukko är en fjärd i Finland.   Den ligger i landskapet Egentliga Finland, i den sydvästra delen av landet, 160 km väster om huvudstaden Helsingfors.
Rengonaukko avgränsas av Airismaa i söder samt Hauspanta och Rimito i norr. Den ansluter till Erstan i öster och till Laitsalmi via Sattesund i väster.